# Passages (Album)
Passages ist ein Musikalbum mit Kompositionen, die Ravi Shankar und Philip Glass gemeinsam geschrieben haben. In der musikalischen Gestaltung des Albums werden die Stile beider Komponisten fusioniert, nämlich die klassische Musik mit repetitiven Strukturen von Glass und der traditionelle hindustanische (d. h. nordindisch-klassische) Stil von Shankar.

## Geschichte der Kooperation zwischen Shankar und Glass

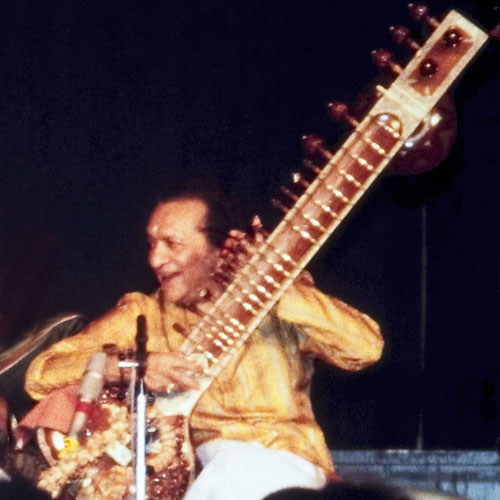
Ravi Shankar im Jahr 1988

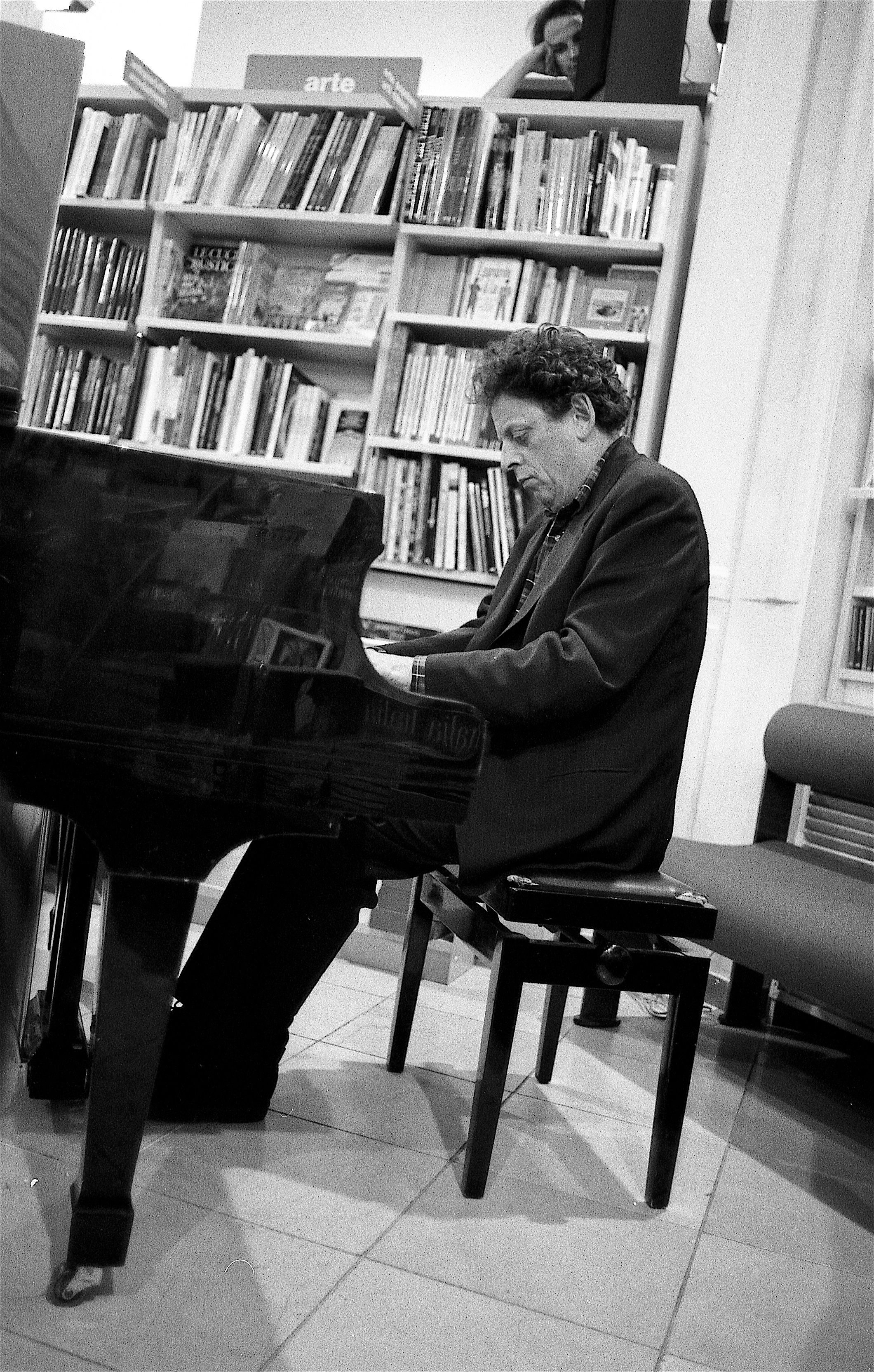
Philip Glass im Jahr 1993

Philip Glass traf Ravi Shankar zum ersten Mal im Jahre 1965, als Shankar und Glass zusammen an der Filmmusik für den Film Chappaqua arbeiteten. Dabei interessierte sich Philip Glass besonders für die große Bedeutung von Melodie und Rhythmus in der hindustanischen Musik, die in der westlichen Musiktradition hinter die Harmonie zurückgetreten waren.

“It was possible to graduate from a major Western conservatory, in my case Juilliard, without exposure to music from outside the Western tradition. World music was completely unknown in the mid-60’s.”

„Es war möglich, seine Ausbildung an einem bedeutenden westlichen Konservatorium zu beenden, ohne jemals mit Musik von außerhalb der westlichen Tradition in Berührung gekommen zu sein. Weltmusik war Mitte der Sechziger völlig unbekannt.“

“From the very first moment I saw such interest from him – he was a young man then – and he started asking me questions about ragas and talas and started writing down the whole score, and for the seven days he asked me so many questions. And seeing how interested he was I told him everything I could in that short time.”

„Vom allerersten Moment an sah ich soviel Interesse von ihm – er war damals ein junger Mann – und er begann, mir Fragen zu stellen über Ragas und Talas und schrieb alle Noten auf, und die nächsten sieben Tage stellte er mir so viele Fragen. Und als ich sah, wie interessiert er war, erzählte ich ihm alles, was ich ihm in dieser kurzen Zeit erzählen konnte.“

1989 schlug der Chef der Aufnahmestudios von Shankar und Glass Ron Goldstein vor, dass die beiden wieder zusammenarbeiten sollten. Aus diesem Vorschlag entstand dann das Album Passages.

## Besetzung
- Tim Baker – Violine
- S. P. Balasubrahmanyam – Gesang
- Seymour Barab – Cello
- Al Brown – Viola
- Ashit Desai – Dirigent
- Blaise Dupuy – Toningenieur
- Barry Finclair – Viola, Violine
- Mayuki Fukuhara – Violine
- Jean Gagne – Stimme
- Jon Gibson – Sopransaxophon
- Philip Glass – Musiker, Produzent
- Peter Gordon – Waldhorn
- Regis Iandiorio – Violine
- Rory Johnston – Ausführender Produzent
- Karen Karlsrud – Violine
- Abhiman Kaushal – Tabla
- Jack Kripl – Altsaxophon, Querflöte
- Suresh Lalwani – Arrangeur, Dirigent, Tonmeister, Assistent des Orchesters, Produzent
- Regis Landiorio – Violine
- Beverly Lauridsen – Cello
- Batia Lieberman – Cello
- Ronu Mazumdar – Querflöte
- Michael McGrath – Toningenieurassistent
- Kurt Munkasci – Produzent
- Keith O’Quinn – Trombone
- Richard Peck – Altsaxophon, Tenorsaxophon
- Melanie Penny – künstlerische Direktion
- Martin Perlich – liner notes
- Lenny Pickett – Altsaxophon, Tenorsaxophon
- Alan Raph – Trombone
- Michael Riesman – Dirigent, Tonmeister, Pianist
- Ebet Roberts – Photographie
- Partha Sarathy – Sarod, Vina
- Sergiu Schwartz – Violine
- Ron Sell – Waldhorn
- Ravi Shankar – Arrangeur, Orchestrierer, Musiker, Produzent, Stimme
- Shubho Shankar – Sitar
- Richard Sortomme – Viola
- T. Srinivasan – Trommel-Sound, Mridangam
- A.R. Swaminathan – Toningenieur
- Masako Yanagita – Viola, Violine
- Frederick Zlotkin – Cello

## Titelliste
1. Offering – 9:40
2. Sadhanipa – 8:31
3. Channels and Winds – 7:56
4. Ragas in Minor Scale – 7:32
5. Meetings Along the Edge – 8:05
6. Prashanti – 13:37[3]

## Musikalische Gestaltung
Während der Erstellung des Albums tauschten die beiden Komponisten Arrangements, Themen und Melodien aus, sodass die einzelnen Stücke des Albums Elemente von beiden Komponisten enthalten. So ist beispielsweise das von Shankar komponierte Stück „Offering“ eher im Stil Philip Glass’ repetitiver Musik angesiedelt als im Bereich der hindustanischen Klassik.

### Offering
Zu Beginn des Stückes spielt ein Saxophon in langsamem Tempo zur Eröffnung die Melodie aus Shankars Raga-Komposition. Danach steigen zwei weitere Saxophone darauf ein. Es folgt ein Mittelteil in schnellerem Tempo, in welchem das Thema der Eröffnungsmelodie weiterverarbeitet wird. In diesem Mittelteil ist deutlich ein Einfluss vom repetitiven Stil Glass’ zu hören. Am Schluss wird noch einmal die Eröffnungsmelodie wiederholt.

### Sadhanipa
Der Titel dieses Stückes basiert auf der Melodie desselben: Die Silben „SA DHA NI PA“ sind die indischen Bezeichnungen für die ersten vier Töne der Melodie des Stückes, nämlich D, H, C und A. Die Melodie wird zunächst ad libitum von einer Trompete gespielt. Daraufhin wird das Thema von den restlichen Instrumenten zunächst im 4/8- und dann im 6/8- und 7/8-Takt entwickelt. Zum Schluss wird die Melodie noch einmal wiederholt.
Das Thema, welches von Philip Glass komponiert wurde, besteht zwar nur aus vier Noten und ist minimalistisch, allerdings verliert das Stück seinen Minimalismus durch das Arrangement von Ravi Shankar: Bereits in der ersten Minute wird der üppige Stil Shankars dominant, der darin besteht, dass fast keine Harmonie oder Kontrapunkt vorhanden sind, dafür aber viele Instrumente wie Tabla, Sitar, Sarod, Mridangam und viele mehr. Oft spielen diese Instrumente im call-and-response-Stil.

### Channels and Winds
Channels and Winds ist ein Stück mit Instrumenten und Gesang. Es hat die A-B-A-B-A-B-Form. Dieses Stück wird als eine Brücke zwischen Sadhanipa und Ragas in Minor Scale wahrgenommen. Diese beiden Stücke sind die Stücke, bei welchen Philip Glass nur das Thema vorgegeben hat und die sonst von Ravi Shankar komponiert wurden.

### Ragas in Minor Scale
Ragas in Minor Scale, das zweite Stück, bei dem Philip Glass nur das Thema vorgegeben hat und das sonst von Ravi Shankar komponiert wurde, wird von einer Vina im 6/8-Takt eröffnet. Der folgende Mittelteil und der Schlussteil werden im 4/8-Takt gespielt.

### Meetings Along the Edge
Meetings Along the Edge ist ein schnelles Stück, welches im Wesentlichen aus den folgenden Themas zusammengesetzt ist:
1. Ein Thema von Ravi Shankar im 7/4-Takt, welches nach dem mittleren Osten klingt,
2. ein weiteres Thema von Shankar im 7/4-Takt,
3. und ein Thema von Philip Glass im 4/4-Takt.

Von Philip Glass stammen außerdem weitere rhythmische Ideen sowie die Einleitung. Im Finale werden alle Themen gespielt, vermischt und kombiniert.

### Prashanti
Der Titel dieses Stückes heißt „Friedlichkeit“. Es ist derart aufgebaut, dass eine zunächst fröhliche Musik, die das friedliche Zusammenleben einer Gemeinschaft darstellen soll, immer lauter und chaotischer wird, was für die Ausbreitung von Gier, Neid, Hass und Gewalt in dieser Gesellschaft steht. Schließlich ist ein lauter Knall zu hören, und die bisherige rhythmische Struktur verschwindet zugunsten eines langsamen Melodieteils, zu dem ein Sänger das folgende vedische Gedicht singt:
| „Hey Nath, hama para kripa kijiye. Door kara andhakar, gyan ka aloka dijiye, hinsa dwesh lobha bamese chhin lijiye, manamey prem shanti bhar dijiye.“ | „Oh Herr, sei gütig zu uns. Vertreibe die Dunkelheit. Überschütte uns mit dem Licht der Weisheit. Nimm uns den Neid, Geiz und Ärger und fülle unsere Herzen mit Liebe und Frieden.“ |

## Rezeption
Im Allmusic-Rating erhält das Album vier von fünf Sternen. Der Mitarbeiter von Allmusic Jim Brenholts schreibt:

“A collaboration between an avant-garde modern classical composer and a traditional Indian/Hindi composer/performer seems as unlikely as ice hockey on the River Styx. However, Passages is a collaboration between Philip Glass and Ravi Shankar and it works quite well. Shankar’s smooth style fits nicely with Glass’ dissonant orchestrations.”

„Ein gemeinsames Projekt von einem Komponisten der Avantgarde der modernen Klassik und einem traditionellen indischen Komponisten und Virtuosen erscheint gerade so wahrscheinlich wie Eishockey auf dem Fluss Styx. Aber Passages ist ein gemeinsames Projekt von Philip Glass und Ravi Shankar, und es funktioniert wirklich gut. Shankars ebenmäßiger Stil passt gut zu Glass’ dissonanten Orchestrationen.“

## Chartplatzierung
Das Album war 1990 in den Charts für „Top World Music Albums“ des Billboard-Magazins gelistet. Dabei erreichte es zeitweise den dritten Platz.